# Rick Bower
Rick Bower (Park City, 20 de octubre de 1977) es un deportista estadounidense que compitió en snowboard. Ganó una medalla de oro en el Campeonato Mundial de Snowboard de 1999, en la prueba de halfpipe.

## Medallero internacional
| Campeonato Mundial | Campeonato Mundial       | Campeonato Mundial | Campeonato Mundial |
| Año                | Lugar                    | Medalla            | Competición        |
| ------------------ | ------------------------ | ------------------ | ------------------ |
| 1999               | Berchtesgaden (Alemania) | Medalla de oro     | Halfpipe           |